# Dombeyoideae
Dombeyoideae es una subfamilia de fanerógamas perteneciente a la familia Malvaceae.
Fue descrita originalmente por Carl Traugott Beilschmied en 1833. En la delimitación actual, que contiene alrededor de 20 géneros con unas 380 especies, aproximadamente el 60% están en Dombeya (uno de los géneros más grandes de Malvaceae). Crecen en los trópicos del Viejo Mundo, especialmente en Madagascar y las Mascareñas, donde se producen alrededor de dos tercios de las especies. En las Mascareñas se encuentran los grupos de angiospermas más diversas, de forma análoga a como (sin relación) se encuentran las plantas de aeonium en la Islas Canarias o de la alianza silversword en las islas Hawái.
La subfamilia a veces se divide en tribus (Corchoropsideae, Dombeyeae, Eriolaeneae, Helmiopsideae), pero esto  se considera injustificado. Probablemente, la mayoría o la totalidad de estas subdivisiones se supone que no son monofiléticas y por lo tanto técnicamente sinónimos del conjunto de la subfamilia.

## Géneros
- Astiria - Burretiodendron - Cheirolaena - Corchoropsis - Dombeya - Eriolaena - Harmsia - Helmiopsiella - Helmiopsis - Melhania - Paradombeya - Paramelhania - Pentapetes - Pterospermum - Ruizia - Schoutenia - Sicrea - Trochetia - Trochetiopsis - Uladendron